# Parque nacional de Namtok Mae Surin
El parque nacional de Namtok Mae Surin (en tailandés, อุทยานแห่งชาติน้ำตกแม่สุรินทร์) es un área protegida del norte de Tailandia, en la provincia de Mae Hong Son. Fue declarado en el año 1981, como el 37.º parque nacional del país. Se extiende por una superficie de 396,60 kilómetros cuadrados.
El paisaje está formado por montañas, cascadas y cuevas. Es conocido sobre todo por la cascada de Mae Surin, de la que toma su nombre.